# Markus Zusak
Markus Frank Zusak (Sydney, 23 de junho de 1975) é um escritor australiano, famoso pelo seu best-seller internacional Brasil: A Menina que Roubava Livros / Portugal: A Rapariga que Roubava Livros

## Biografia
Zusak nasceu na Austrália. Sua mãe, Lisa, é Alemã, e seu pai, Helmut, é Austríaco. Eles mudaram-se para a Austrália no final de 1950. Markus   é o mais novo de 4 irmãos, duas meninas e um menino.
 Zusak é o autor de cinco livros.  The Underdog   (O Azarão em português), seu primeiro livro, levou sete anos para ser publicado. O mensageiro , publicado em 2002, venceu o prémio de livro do ano no CBCA (prémio australiano de livros). 
Em 2005, A menina que roubava livros foi lançado e, atualmente, já foi traduzido em mais de 40 idiomas. Também recebeu prémios na Austrália e pelo mundo. A menina que roubava livros se manteve em primeiro lugar de vendas no site da Amazon.com, na lista dos mais vendidos do The New York Times, e também em países como o Brasil, Irlanda e Taiwan. Ficou entre os 5 mais vendidos no Reino Unido (UK), Israel, Espanha e Coreia do Sul. Outros países ainda esperam por seu lançamento.O livro foi adaptado para o cinema.
Aos 30 anos, Zusak já se firmou como um dos mais inovadores e poéticos romancistas dos dias de hoje. Com a publicação de "A Menina que Roubava Livros", ele foi batizado como um "fenômeno literário" por críticos australianos e norte-americanos. Zusak é o autor vencedor do prémio de quatro livros para jovens: "O Azarão", "Bom de Briga", "A Garota que eu quero", e "Eu Sou o Mensageiro", recetor de um Printz Honor em 2006 por excelência em literatura jovem. Markus Zusak vive em Sydney com sua esposa e sua filha. Gosta de surfar e assistir filmes em seu tempo livre. .-.

## The Book Thief
Markus cresceu ouvindo histórias a respeito da Alemanha Nazista, sobre o bombardeio de Munique e sobre judeus marchando pela pequena cidade alemã de sua mãe. Ele sempre soube que essa era uma história que ele queria contar.
"Nós temos essas imagens das marchas em fila de garotos e dos 'Heil Hitlers' e essa ideia de que todos na Alemanha estavam nisso juntos. Mas ainda havia crianças rebeldes e pessoas que não seguiam as regras e pessoas que esconderam judeus e outras pessoas em suas casas. Então eis outro lado da Alemanha Nazista", disse Zusak numa entrevista com o The Sydney Morning Herald.
O livro foi muito bem recebido pela crítica, se tornou um bestseller e foi adaptado ao cinema com lançamento no final de 2013 nos EUA, e inicio de 2014 no Brasil.

## Obras Publicadas
| Obras de Markus Zusak | Obras de Markus Zusak | Obras de Markus Zusak       | Obras de Markus Zusak         |
| Ano                   | Título Original       | Título BR                   | Título PT                     |
| --------------------- | --------------------- | --------------------------- | ----------------------------- |
| 1999                  | The Underdog          | O Azarão                    |                               |
| 2000                  | Fighting Ruben Wolf   | Bom de Briga                |                               |
| 2001                  | When Dogs Cry         | A Garota que eu Quero       | A garota que eu quero         |
| 2002                  | The Messenger         | Eu Sou o Mensageiro         |                               |
| 2005                  | The Book Thief        | A Menina que Roubava Livros | A Rapariga que Roubava Livros |
| 2018                  | Bridge of Clay        | O Construtor de Pontes      |                               |